# 대흥면
대흥면(大興面)은 대한민국의 충청남도 예산군에 설치된 면이다.

## 연혁
- 청동기시대 : 동서리 뒷산 사방공사 현장에서 청동검 9점,점파형동검 3점, 마제석총 등 다수의 청동기 유물이 출토
- 삼한시대 : 마한의 지침국중 일부로서 지심현이라 지칭, 임존이라는 명칭을 사용하기 시작
- 660년 : 백제군이 임존성에 입성해 항거 및 백제부흥운동 전개
- 1172년 (고려 명종 2년) : 감무라는 관아를 두어 통치
- 고려 말기 : 대흥현(대흥,광시,신양,응봉지역)을 설치하고 현 대흥면사무소옆에 동헌을 짓고 현감을 둠
- 조선 초기 : 홍주(홍성)목에 속함
- 1413년 (조선 태종 13년) :  대흥현이라 지칭
- 조선 숙종 : 대흥군으로 승격
- 1914년 3월 1일 : 부군면 통폐합으로 대흥현,예산현,덕산현을 통합한 예산군에 편입되어 대흥면이 됨.

| 조선총독부령 제111호 |                                                                                       |
| 구 행정구역          | 신 행정구역                                                                           |
| 대흥군 읍내면        | 대흥면 교촌리, 동서리, 상중리                                                         |
| 대흥군 근동면        | 대흥면 갈신리, 금곡리, 노동리, 대야리, 대률리, 손지리, 송지리, 신속리, 지곡리, 탄방리 |
- 1964년 12월 : 예당저수지 축조

## 행정 구역
| 법정리   | 행정리                    | 비고                   |
| -------- | ------------------------- | ---------------------- |
| 갈신리   | 갈신1리, 갈신2리          |                        |
| 교촌리   | 교촌1리, 교촌2리, 교촌3리 |                        |
| 금곡리   | 금곡리                    |                        |
| 노동리   | 노동리                    |                        |
| 대률리   | 대률리                    |                        |
| 대야리   | 대야리                    |                        |
| 동서리   | 동서리                    | 면 행정복지센터 소재지 |
| 상중리   | 상중리                    |                        |
| 손지리   | 손지1리, 손지2리          |                        |
| 송지리   | 송지리                    |                        |
| 신속리   | 신속리                    |                        |
| 지곡리   | 지곡리                    |                        |
| 탄방리   | 탄방리                    |                        |
| 하탄방리 | 하탄방리                  |                        |

## 교육
- 대흥초등학교 (동서리)
  - 대송분교 (폐교) - 대흥면 신속대야로 158 (대야리)
- 대률초등학교 (폐교) - 대흥면 형제고개로 499 (대률리)
- 대흥중학교 (상중리)
- 대흥고등학교 (상중리)

## 본관 성씨
세종실록지리지 149권, 충청도 홍주목 대흥현 조를 보면, 대흥 토성은 (李·韓·白)이다.
- 대흥 이씨(大興李氏) 시조(始祖) 이연계(李連桂)는 조선 태조 이성계의 재종형으로 고려 때 예문관 제학(禮文館提學), 이부상서(吏部尙書)를 지냈는데, 조선조에 태조 이성계가 용흥(龍興, 함흥)으로 가려는 것을 만류하다 예천으로 유배되었다가 태종 3년에 풀려나 대흥군(大興君)에 봉해졌다. 이에 후손들이 전주 이씨에서 분적하여 대흥을 본관(本貫)으로 하여 세계를 이어왔다. 2000년 인구는 1,054가구 3,283명이다.
- 대흥 한씨(大興韓氏) 시조 한문준(韓文俊)은 한유충(韓惟忠)의 아들로 참지정사 태자소보(參知政事 太子少保), 보문각대학사 판예부사(寶文閣大學士 判禮部事), 정당문학 판병부사(政堂文學判兵部事)를 거쳐 1184년 문하시랑평장사 판이부사(門下侍郞平章事判吏部事)를 지냈다.
- 대흥 백씨(大興白氏) 시조 백임지(白任至)는 1170년(의종 24) 정중부(鄭仲夫)의 난으로 무신들이 정권을 잡은 후 형부상서(刑部尙書), 지추밀원사(知樞密院事)에 올랐다. 2000년 인구는 399가구 1,280명이다. 2015년 인구는 4,041명이다.